# Sedlec (ort i Tjeckien, Södra Böhmen)
Sedlec är en ort i Tjeckien.   Den ligger i distriktet Okres Prachatice och regionen Södra Böhmen, i den centrala delen av landet, 110 km söder om huvudstaden Prag. Sedlec ligger 399 meter över havet och antalet invånare är 450.
Terrängen runt Sedlec är platt.Runt Sedlec är det ganska tätbefolkat, med 166 invånare per kvadratkilometer. Närmaste större samhälle är České Budějovice, 17,5 km sydost om Sedlec. Trakten runt Sedlec består till största delen av jordbruksmark.